# Uribe (comarca)
La comarca de Uribe (conocido tradicionalmente y en euskera como Uribealdea) es una comarca de Vizcaya, País Vasco, España, que tiene 134.698 habitantes (INE 2014). Abarca dos valles paralelos: el Valle de Asúa y el Butrón, y una franja costera. 
Se le asocia, históricamente, al nombre de comarca de Plencia–Munguía y con el área metropolitana de Bilbao.[cita requerida] Su capital es Sopelana.

## Municipios
15 municipios componen actualmente esta comarca, que son: 
- Arrieta
- Baquio
- Barrica
- Frúniz
- Gámiz-Fica
- Gatica
- Górliz
- Lauquíniz
- LemónizMaruri-Jatabe y el monte Jata.
- Maruri-Jatabe
- Meñaca
- Munguía
- Plencia
- Sopelana (cabecera comarcal)
- Urdúliz

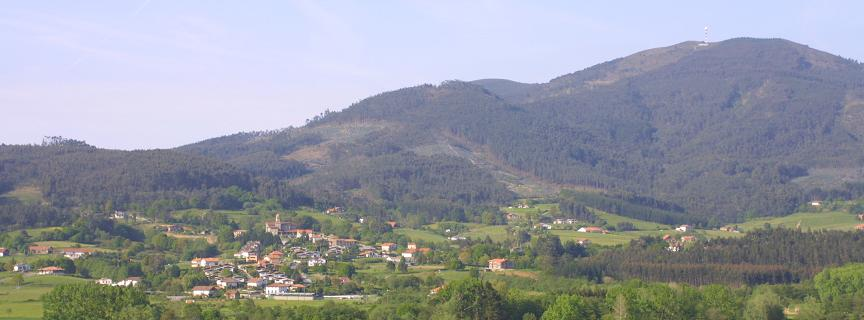
Maruri-Jatabe y el monte Jata.

En el pasado la comarca era más extensa, pero varios de sus municipios han sido progresivamente integrados en el Gran Bilbao.

## Núcleos de población de la comarca según el INE
|    | Nombre localidad                             | Nombre oficial              | Municipio     | Población 2019 |
| 1  | Munguía                                      | Mungia                      | Munguía       | 12.750         |
| 2  | Sopelana o Moreaga                           | Moreaga                     | Sopelana      | 9.834          |
| 3  | Ugueraga                                     | Ugeraga                     | Sopelana      | 4.044          |
| 4  | Górliz Elejalde                              | Elexalde                    | Górliz        | 3.742          |
| 5  | La Campa o Urdúliz                           | Landa                       | Urdúliz       | 2.801          |
| 6  | Plencia o Gaminiz                            | Plentzia                    | Plencia       | 2.566          |
| 7  | La Bilbaína o Berreaga-Mendi                 | Berreagamendi               | Munguía       | 2.043          |
| 8  | Elorza                                       | Elortza                     | Urdúliz       | 1.308          |
| 9  | Nuestra Señora de Aguirre-Arenal-Gusur Mendi | Agirre-Areantza-Guzurmendi  | Górliz        | 1.234          |
| 10 | Isusquiza                                    | Isuskitza                   | Plencia       | 990            |
| 11 | San Pelayo                                   | Gibelorratzagako San Pelaio | Baquio        | 969            |
| 12 | Barrica Elejalde                             | Elejalde                    | Barrica       | 868            |
| 13 | Sertucha                                     | Sertutxa                    | Gatica        | 782            |
| 14 | San Lorenzo de Maruri o Ergoyen              | Ergoien                     | Maruri-Jatabe | 706            |
| 15 | Arminza                                      | Armintza                    | Lemóniz       | 679            |
| 16 | Goyerri                                      | Goierri                     | Barrica       | 661            |
| 17 | Chipíos                                      | Txipio                      | Plencia       | 659            |
| 18 | Gámiz Ergoyen                                | Ergoien                     | Gámiz-Fica    | 635            |
| 19 | Zubiaur                                      | Zubiaurrealde               | Baquio        | 605            |
| 20 | Mendiondo                                    | Mendiondo                   | Lauquíniz     | 579            |
| 21 | Uresaranses                                  | Urezarantza                 | Górliz        | 510            |
| 22 | Urquizaur                                    | Urkitzaurrealde             | Baquio        | 458            |
| 23 | Larrauri                                     | Larrauri                    | Munguía       | 393            |
| 24 | Básigo de Baquio                             | Elexalde                    | Baquio        | 387            |
| 25 | Billela                                      | Billela                     | Munguía       | 379            |
| 26 | Urízar de Lemóniz                            | Urizar                      | Lemóniz       | 351            |
| 27 | Fica Elejalde                                | Elexalde                    | Gámiz-Fica    | 302            |
| 28 | Gandias                                      | Gandia                      | Górliz        | 299            |
| 29 | Trobica                                      | Trobika                     | Munguía       | 297            |
| 30 | Basozábal                                    | Basozabal                   | Munguía       | 293            |
| 31 | Líbano de Arrieta                            | Libao                       | Arrieta       | 291            |
| 32 | Ervera                                       | Erbera                      | Maruri-Jatabe | 285            |
| 33 | Ibarra                                       | Ibarra                      | Gámiz-Fica    | 281            |
| 34 | Achuri                                       | Atxuri                      | Munguía       | 279            |
| 35 | Alday                                        | Aldai                       | Frúniz        | 270            |
| 36 | Marcaida                                     | Markaida                    | Munguía       | 270            |
| 37 | San Lorenzo de Mesterica                     | Mesterika                   | Meñaca        | 268            |
| 38 | Andra Mari de Meñacabarrena                  | Meñakabarrena               | Meñaca        | 265            |
| 39 | Goitisolo                                    | Goitisoloalde               | Baquio        | 232            |
| 40 | Atela                                        | Atela                       | Munguía       | 215            |
| 41 | Lauquíniz Elejalde                           | Elexalde                    | Lauquíniz     | 208            |
| 42 | Garay                                        | Garai                       | Gatica        | 194            |
| 43 | Zabalondo                                    | Zabalondo                   | Munguía       | 183            |
| 44 | Andracas                                     | Andraka                     | Lemóniz       | 172            |
| 45 | Ugarte                                       | Ugarte                      | Gatica        | 171            |
| 46 | Mendoza                                      | Mendotza                    | Gámiz-Fica    | 161            |
| 47 | Llona                                        | Llona                       | Munguía       | 160            |
| 48 | Menchacas                                    | Mentxaketa                  | Lauquíniz     | 160            |
| 49 | Mendiondo                                    | Mendiondo                   | Urdúliz       | 156            |
| 50 | Iturribalzaga                                | Iturribaltzaga              | Munguía       | 151            |
| 51 | Gorordo                                      | Gorordo                     | Gatica        | 149            |
| 52 | Zurbano                                      | Zurbao                      | Gatica        | 149            |
| 53 | Elguezábal                                   | Elgezabal                   | Munguía       | 147            |
| 54 | Aurrecoeche                                  | Aurrekoetxea                | Lauquíniz     | 142            |
| 55 | Ametzas                                      | Ametzaga                    | Meñaca        | 118            |
| 56 | Emerando                                     | Emerando                    | Munguía       | 118            |
| 57 | Sarachagas                                   | Saratxaga                   | Plencia       | 116            |
| 58 | Santa Elena de Emerando                      | Emerando                    | Meñaca        | 110            |
| 59 | Igartua                                      | Igartua                     | Gatica        | 106            |
| 60 | Aguirre                                      | Agirre                      | Lauquíniz     | 105            |
| 61 | Olachua-Olavarri                             | Olatxua-Olabarri            | Arrieta       | 105            |
| 62 | Jainco-Oleaga                                | Jainko-Oleaga               | Arrieta       | 104            |
| 63 | Zalbides o Zalvides                          | Zalbidea                    | Urdúliz       | 100            |
| 64 | Dobaran                                      | Dobaran                     | Urdúliz       | 91             |
| 65 |                                              | Agirre                      | Arrieta       | 86             |
| 66 | Andecos                                      | Andeko                      | Frúniz        | 67             |
| 67 | Botiolas                                     | Botiola                     | Frúniz        | 67             |
| 68 | Mandalúniz                                   | Mandaluiz                   | Frúniz        | 44             |
| 69 | Butrón                                       | Butroe                      | Gatica        | 40             |
| 70 | Libarona                                     | Libaroa                     | Gatica        | 39             |
| 71 | Arzalde                                      | Artzalde                    | Baquio        | 37             |
| 72 | Gure-Mendi                                   | Gure-Mendi                  | Lemóniz       | 36             |
| 73 | Urresti                                      | Urresti                     | Gatica        | 33             |
| 74 | Batiz                                        | Batiz                       | Frúniz        | 32             |
| 75 | Olalde                                       | Olalde                      | Frúniz        | 18             |
| 76 | Ugane                                        | Ugane                       | Frúniz        | 18             |
| 77 | Placonalde                                   | Plakonalde                  | Frúniz        | 14             |
| 78 | Maurolas                                     | Maurola                     | Munguía       | 13             |
| 79 | Lotina                                       | Lotina                      | Frúniz        | 6              |

## Historia

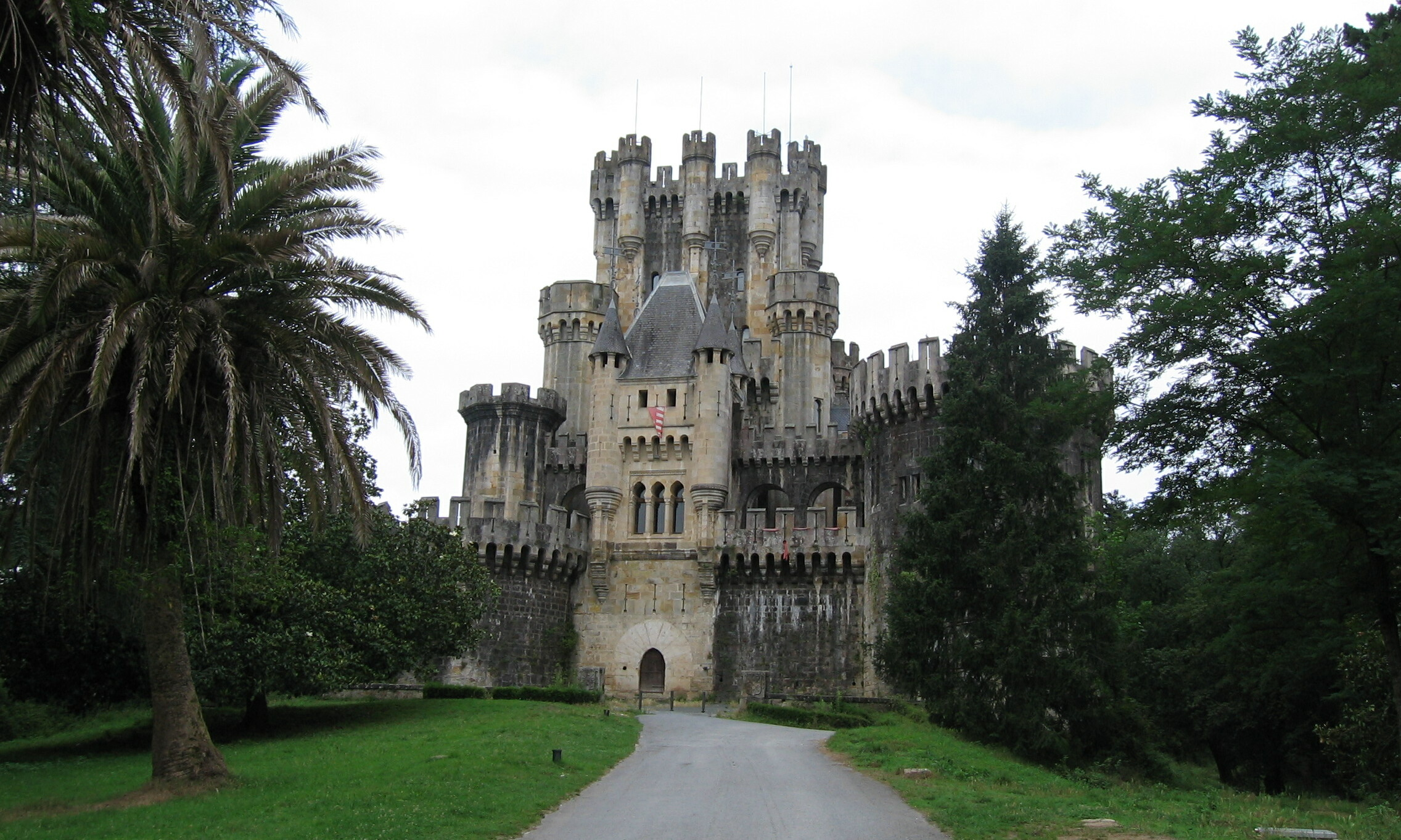
Castillo de Butrón.

La historia inicial permanece indocumentada, exceptuando algunos asentamientos paleolíticos y romanos.
Destaca el asentamiento humano de Kurtzio, uno de los más antiguos de Vizcaya situado entre Barrica y Sopelana, el recinto fortificado de Berreaga entre Munguía y Gámiz-Fica, el monumento megalítico y las estelas funerarias de Zamudio.
En estas zonas y en la franja costera desde Plencia hasta Arminza, se localizan instrumentos de uso doméstico y defensivo de gran valor arqueológico. Pero, esta es una etapa de la que apenas quedan vestigios en la comarca de Uribe. En parte es explicable debido a la litografía del territorio con apenas existencia de cuevas.
La historia documentada de esta región comienza en la época medieval.[cita requerida]
Es famoso el uso de molinos de mareas para moler el cereal que se produce en sus tierras.[cita requerida] Ello, ha dado lugar a un importante patrimonio preindustrial rural compuesto de molinos y ferrerías. Actualmente, es la comarca del País Vasco que más molinos conserva.

## Patrimonio
En cuanto a la arquitectura podemos destacar tres apartados:
- Arquitectura religiosa: En este apartado destacan el conjunto de ermitas y humilladeros, junto con algunas iglesias de diversos estilos arquitectónicos.

- Arquitectura civil: Englobando un conjunto de casas torre y casas blasonadas, palacios y castillos, reflejo de la rica historia medieval de esta comarca.

- Arquitectura Tradicional Baserritarra: Los caseríos presentan construcciones que reflejan la vida y economía de los antiguos pobladores de esta comarca: emparrados para la vid, hornos de maíz, molinos, ferrerías y caleros.

## Paisaje
Este paisaje corresponde con el de su clima oceánico y dividida en tres franjas diferenciadas:
- Franja Costera: es la más abrupta, con un litoral salpicado de playas y acantilados.

- Vega del Butrón: La marca el río del mismo nombre que riega las zonas llanas.

- Valle de Asúa, delimita con Bilbao por los montes de Archanda. Por su cercanía a la capital, es un valle de grandes infraestructuras urbanísticas, cuyo máximo exponente es el Parque Tecnológico de Zamudio.[cita requerida]

La campiña de esta comarca está salpicada de numerosos caseríos con producciones ganaderas. Excelente ganado vacuno de carne, junto a ganado de leche, los que pastan en los prados de esta comarca.

## Gastronomía
Entre los platos tradicionales de Uribe están, entre otros, el chacolí, la sidra, el bacalao a la vizcaína y la chuleta de Uribe.